# نيون غولد ريكوردز
نيون غولد ريكوردز (بالإنجليزية:Neon Gold Records) هي شركة تسجيلات موسيقية أمريكية تأسست في 2008 من قبل "ديريك ديفيز" و"ليزي بلاينجر" ويقع مقرها في نيويورك، الولايات المتحدة.

## عن الشركة
في 8 ديسمبر 2010، وقّعت نيون غولد اتفاقية مشروع مشترك مع شركة كولومبيا ريكوردز، مما مكّنها من إصدار ألبومات كاملة من خلال كولومبيا وريد ديستربيوشن. ومن خلال هذه الاتفاقية، أصدرت الشركة ألبومات أولى لعدة فنانين من بينهم سانت لوسيا، وهايم، وماجيك مان.
في يناير 2014، شرعت الشركة في مشروع جديد مع أتلانتيك ريكوردز، حيث أصدرت ألبوم تشارلي إكس سي إكس الثاني من خلال نيون جولد/أتلانتيك في خريف ذلك العام. جعلت هذه الاتفاقية نيون جولد علامة تجارية تابعة لأتلانتيك برئاسة مشتركة من "جولي جرينوالد" والمنتج ودي جي "كريج كالمان".
في يونيو 2024، أُعلن أن فيرجن ميوزيك جروب، وهي شركة تابعة لمجموعة يونيفرسال الموسيقية، أنها ستستولي على توزيع إصدارات الشركة.

## وصلات خارجية
- الموقع الرسمي.
- نيون غولد ريكوردز على قاعدة بيانات ديسكوغز (الإنجليزية)
- نيون غولد ريكوردز على موقع جينيس (الإنجليزية)
- نيون غولد ريكوردز على موقع ماي سبايس (الإنجليزية)

لا توجد روابط لمواقع التواصل الاجتماعي.